# Малая Нобелевская премия республики Коми
Малая Нобелевская премия республики Коми — награда, которая вручается школьникам Республики Коми, достигшим наибольших успехов в обучении, исследовательской, творческой и спортивной деятельности, а также их учителям и воспитателям.

## История
Премия была учреждена компанией «Нобель Ойл» в 1993 году. Первоначально вручалась только жителям Усинска и Инты, но с 2010 года приобрела статус республиканской. В 2010 претендентами на премию выступали жители 7 городов (Сыктывкара, Ухты, Усинска, Инты, Воркуты, Печоры и Сосногорска), а в 2011-м в этот список было включено уже 20 муниципальных образований.
По данным на апрель 2009 года Малой Нобелевской премией было награждено 111 детей, а также 120 учителей, наставников, воспитателей.
В 2010 году премию поддержал потомок Людвига Нобеля, брата Альфреда Нобеля, основателя «большой» Нобелевской премии.. Он обратился лауреатам с приветственным письмом.

## Номинации
Ежегодно присуждается по две премии: одна — для учащихся 6-8-х классов и одна — для учащихся 9-11-х классов в каждой из следующих номинаций:
- за достижения в изучении точных наук (в области математики, физики, информационных технологий);
- за достижения в изучении филологии (в области государственных языков Республики Коми и иностранных языков, литературе, литературном творчестве, литературном краеведении);
- за достижения в изучении гуманитарных наук (в области истории, обществознания, права, исторического краеведения);
- за достижения в изучении естественных наук (в области химии, биологии, экономики, географии, географического краеведения);
- за творческие достижения (в области музыки, изобразительного искусства, декоративно-прикладного искусства, хореографии, театрального искусства);
- за спортивные достижения (в области физической культуры и спорта, спортивно-массовой деятельности);
- специальная номинация «100 баллов Нобель-успеха!» вне конкурса вручается выпускникам школ, получившим 100 баллов по ЕГЭ в текущем году и их учителям-предметникам.[6]

## Процедура вручения
Присуждение премии проводится среди учащихся 6-11 классов государственных и негосударственных образовательных, творческих и спортивных учреждений Республики Коми; претенденты выдвигаются как коллективами и организациями, так и в порядке самовыдвижения. Претендентами могут стать только учащиеся, ранее не получавшие премию в какой-либо номинации.
Один и тот же претендент имеет право участвовать только в одной номинации (эта норма не распространяется на учителей, тренеров, воспитателей). Из конкурса на получение Малой Нобелевской премии исключаются учащиеся, имеющие неудовлетворительную итоговую оценку по какому-либо предмету (курсу), а также претенденты, нарушившие законодательство.
Среди претендентов в номинации «100 баллов Нобель-успеха» конкурс не проводится (премия присуждается по результатам ЕГЭ). В других номинациях лауреаты определяются в два этапа: на первом этапе достижения претендентов оценивает Регламентная комиссия (представители образовательных учреждений), на втором — победитель определяется по результатам голосования Большого жюри (творческие деятели, спортсмены, общественные лидеры, известные в Республике Коми).